# Índice de Mentzer
El índice de Mentzer, descrito en 1973 por William C. Mentzer, se dice que es útil para diferenciar la anemia por deficiencia de hierro de la beta talasemia.
El índice se calcula a partir de los resultados de un recuento sanguíneo completo. Si el cociente del volumen corpuscular medio (VCM, en fL) dividido por el recuento de glóbulos rojos (en millones por microlitro) es inferior a 13, se dice que es más probable la talasemia. Si el resultado es mayor de 13, entonces se dice que la anemia por deficiencia de hierro es más probable.
El principio en cuestión es el siguiente: En la deficiencia de hierro, la médula no puede producir tantos glóbulos rojos y éstos son pequeños (microcíticos), por lo que el recuento de glóbulos rojos y el VCM serán bajos y, como resultado, el índice será superior a 13. Por el contrario, en la talasemia, que es un trastorno de la síntesis de la globina, el número de glóbulos rojos producidos es normal, pero las células son más pequeñas y más frágiles. Por lo tanto, el recuento de glóbulos rojos es normal, pero el VCM es bajo, por lo que el índice será inferior a 13. 